# SNCF Z 7100
Die Fahrzeuge der Baureihe Z 7100 waren Elektrotriebwagen der französischen Staatsbahn SNCF. Sie wurden vorwiegend im Nahverkehr des Großraums Lyon eingesetzt, kamen durch das Rhonetal aber auch bis ans Mittelmeer und bis in den spanischen Grenzbahnhof Portbou, nach Sens südöstlich von Paris und in den Limousin.

## Vorgeschichte
Im Jahr 1900 elektrifizierte die Eisenbahngesellschaft Compagnie du chemin de fer de Paris à Orléans (PO) ihre neu errichtete Strecke zwischen den Pariser Bahnhöfen Gare d’Orléans und Gare d’Orsay mit einer Gleichspannung von 550 V, die aus seitlich der Gleise angebrachten Stromschienen bezogen wurde. Zwischen den beiden Bahnhöfen wurden die Züge von kleinen Elektrolokomotiven gezogen. 1904 stellte die PO im Zuge der Verlängerung der Elektrifizierung nach Juvisy mit der Baureihe AE erstmals elektrische Triebwagen in Dienst.
Hingegen nahm die Eisenbahngesellschaft Compagnie des chemins de fer du Midi 1914 auf zwei ihrer Bahnstrecken in den Pyrenäen den elektrischen Verkehr mit einer Wechselspannung von 12 kV aus Oberleitungen auf. Nach dem Ersten Weltkrieg wurde das Einphasenwechselstromsystem aufgrund seiner Anwendung in Deutschland politisch und militärisch jedoch skeptisch betrachtet. Am 29. August 1920 ordnete die französische Regierung daher an, dass alle Eisenbahnen in Frankreich bei der Elektrifizierung von Strecken 1500 V Gleichspannung zu verwenden hätten. Im August 1921 begann die PO, ihre Strecken vom Gare d’Orsay nach Orléans und Dourdan mit diesem Stromsystem und Oberleitungen zu elektrifizieren. Erste entsprechende Triebwagen waren die in den Jahren 1925 bis 1927 in Dienst gestellten Z 23101-180.

## Geschichte und Beschreibung

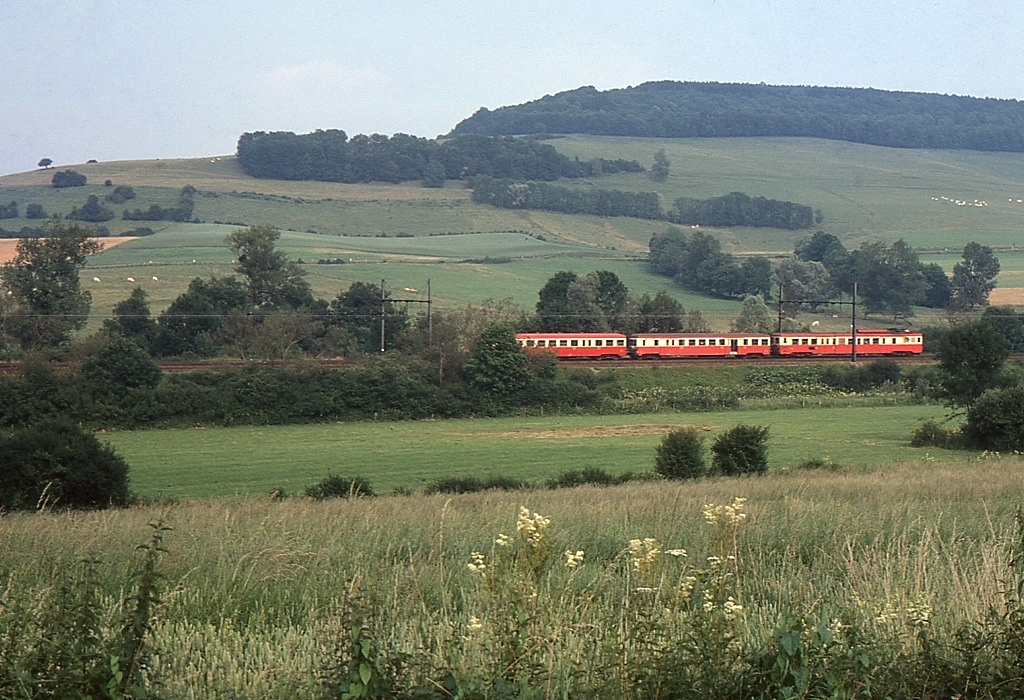
Ein Z 7100 mit zwei Beiwagen südlich von Venarey-les-Laumes (1978)

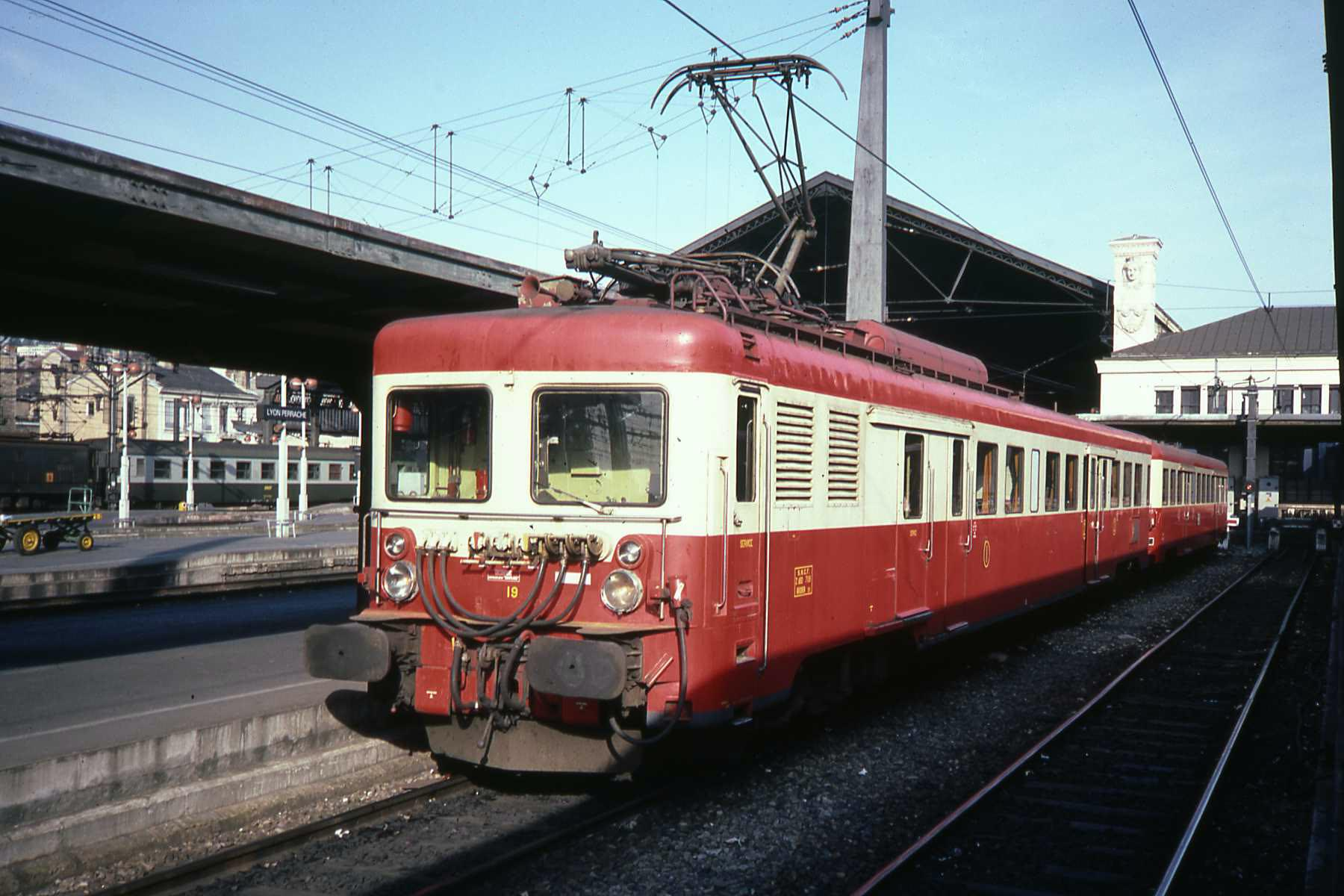
Z 7119 ohne „Schnurrbart“ im Bahnhof Lyon-Perrache (1984)

Im Jahr 1958 war die Elektrifizierung der Eisenbahnstrecken im Raum Lyon weitgehend abgeschlossen, und jene der Magistralen des südlichen Rhonetals und der Mittelmeerküste stand bevor. Um lokomotivbespannte kurze Züge bzw. den Verkehr von Dieseltriebwagen unter Fahrdraht mittelfristig zu vermeiden, ließ die SNCF daher Elektrotriebwagen für den Nahverkehr entwickeln. Am 21. April 1960 wurde von der Maschinen- und Lokomotivfabrik Decauville das erste Fahrzeug der neuen Baureihe ausgeliefert. Die Drehgestelle stammten von De Dietrich, Jeumont-Heidmann und Oerlikon steuerten die elektrischen Anlagen bei. Nach mehrmonatigen Tests wurde der als Z 7101 bezeichnete Triebwagen im Folgejahr in den Regelbetrieb übernommen.
Bis Januar 1963 wurden mit den Z 7102 bis 7133 alle weiteren 32 Fahrzeuge der Serie ausgeliefert. Zu den Triebwagen wurden 75 Steuer- und Beiwagen bestellt. Die Wagenkästen der 26,13 m langen, 2,85 m breiten und 55 t schweren Triebwagen ruhten auf zwei zweiachsigen Drehgestellen, von denen nur eines angetrieben war (Achsfolge 2’Bo’). Dieses Triebdrehgestell verfügte über zwei Gleichstrommotoren des Typs EM 630 des Schweizer Herstellers Oerlikon. Wie das antriebslose Laufdrehgestell wurde es bei De Dietrich in Reichshoffen gebaut. Der Fahrstom von 1500 V wurde über zwei Dachstromabnehmer von Faiveley, die jenen der Elektrolokomotiven der Bauart BB 9400 entsprachen, der Oberleitung entnommen. Dank ihrer Stundenleistung von 940 kW konnten die maximal 130 km/h schnellen Triebwagen bis zu drei Steuer- und Beiwagen ziehen.
Zwischen den beiden endseitigen Führerständen lagen zwei Zugangsbereiche, zwei Abteile der 2. Wagenklasse, ein Abteil der 1. Klasse, ein Gepäckraum, eine Toilette und ein Technikraum. Die Sitze waren beiderseits eines Mittelgangs einander gegenüber angeordnet – die insgesamt 58 Sitzplätze der 2. Klasse in der Anordnung 2+3, die 12 der 1. Klasse in der Anordnung 2+2. Einer der beiden Zugangsbereiche wies sechs Klappsitze auf.
Zunächst wurden die Fahrzeuge wie die Dieseltriebwagen unterhalb des Fensterbands rot, darüber einschließlich des Dachs cremefarben lackiert. Unterhalb der Frontfenster war der cremefarbene Bereich bis über die Puffer V-förmig heruntergezogen, was als „Moustache“ (Schnurrbart) bezeichnet wurde. Ab den frühen 1970er Jahren wurden die Dächer ebenfalls rot lackiert und die „Schnurrbärte“ durch einen schmalen Latz zwischen den Rückleuchten ersetzt. In den 1980er Jahren wurden die roten Bereiche dann blau, und das Creme wich einem gebrochenen Weiß.

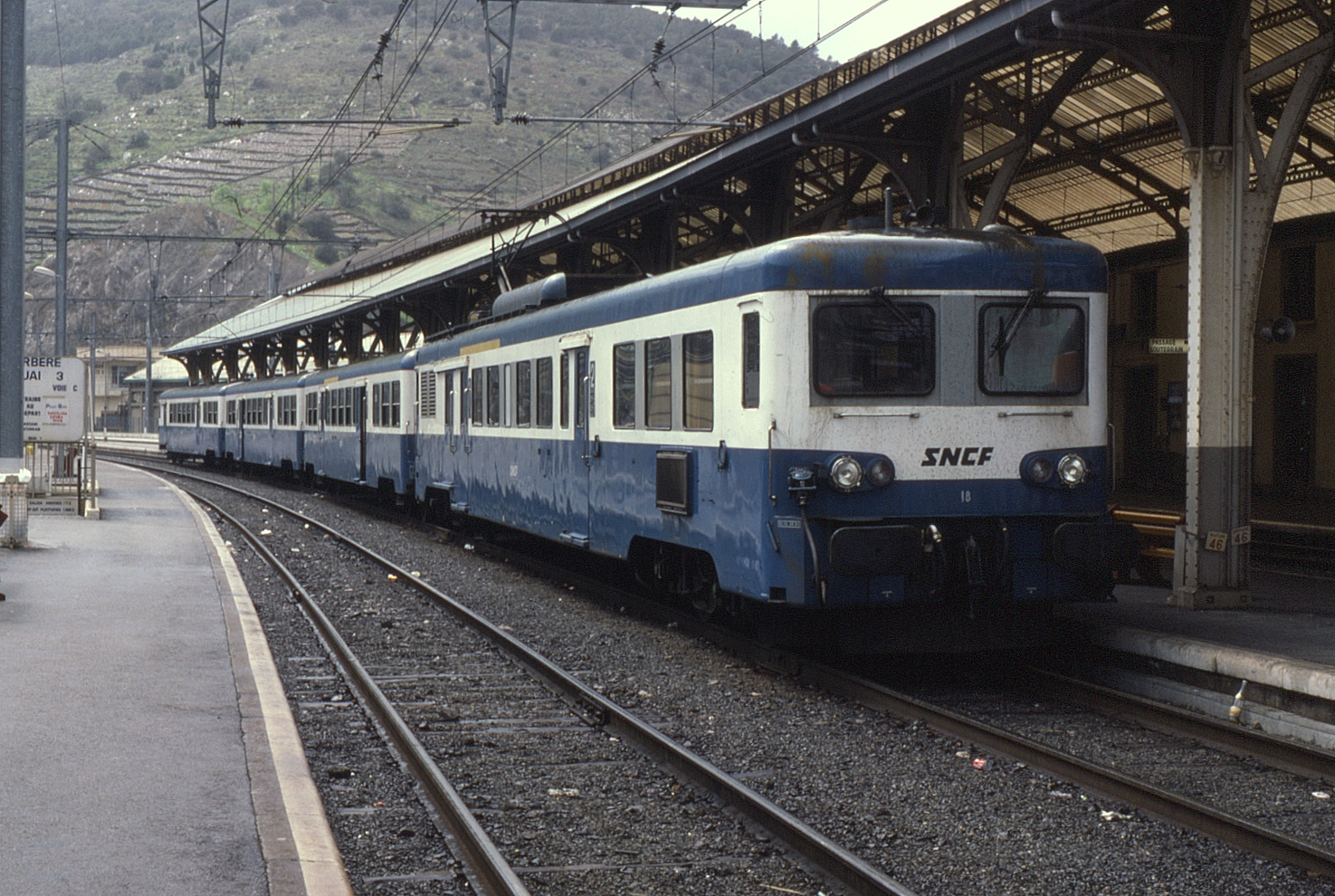
Triebzug aus modernisiertem Z 7118 vor zwei Bei- und einem weiteren Triebwagen im Bahnhof Cerbère (1987)

In den Jahren 1983 bis 1987 wurden die Trieb- wie auch die Beiwagen umfassend modernisiert. Dabei verloren die Triebwagen einen der beiden Führerstände, und zwar den auf der Seite des Technikraums. Der verbliebene Führerstand wurde verstärkt, was zu einer Verkleinerung der Frontfenster führte. Zudem wurde auf einen der beiden Dachstromabnehmer und den Gepäckraum verzichtet. Die Anordnung der Sitzplätze der 2. Klasse wurde auf 2+2 reduziert. Sechs Beiwagen wurden zu Steuerwagen umgebaut. Aus den umgebauten Z 7101 bis Z 7114 und Z 7116 bis Z 7120 wurden 19 vierteilige Triebzüge, aus den Z 7121 bis Z 7133 13 Doppeltriebwagen als feste Einheiten gebildet; zwei Triebzüge konnten im Verbund als achtteilige Züge verkehren. Alle Steuer- und Beiwagen erhielten neue, jenen der zugehörigen Triebwagen angepasste Betriebsnummern.
Die vierteiligen Triebzüge wurden dem Betriebswerk Vénissieux, die Doppeltriebwagen jenem von Avignon zugeteilt. Der Triebwagen Z 7102 wurde nach einem Unfall 1996 in Z 7150 umgezeichnet.

## Verbleib
Ab 1996 wurden keine Revisionen mehr durchgeführt, was zur allmählichen Abstellung sämtlicher Z 7100 bis zum Jahr 2006 führte. Erhalten blieb der Triebwagen Z 7133 mit dem Steuerwagen ZRx 17133 bei der Association pour la préservation du matériel ferroviaire savoyard (APMFS) in Ambérieu-en-Bugey.

## Wechselstromfahrzeuge
Von der ursprünglichen Bestellung wurden lediglich 33 Triebwagen in der Gleichstromausführung ausgeliefert. Die als Z 7134 und 7135 vorgesehenen Fahrzeuge kamen stattdessen trotz identischer Motoren als Prototypen für den Betrieb unter 25000 V / 50 Hz Wechselspannung zur SNCF. Mit den Betriebsnummern Z 9060 und 9061 (ab 1964: Z 8001 bis 8002) wurden sie zunächst von Straßburg aus und ab 1968 in Savoyen eingesetzt.

## „Zebulon“

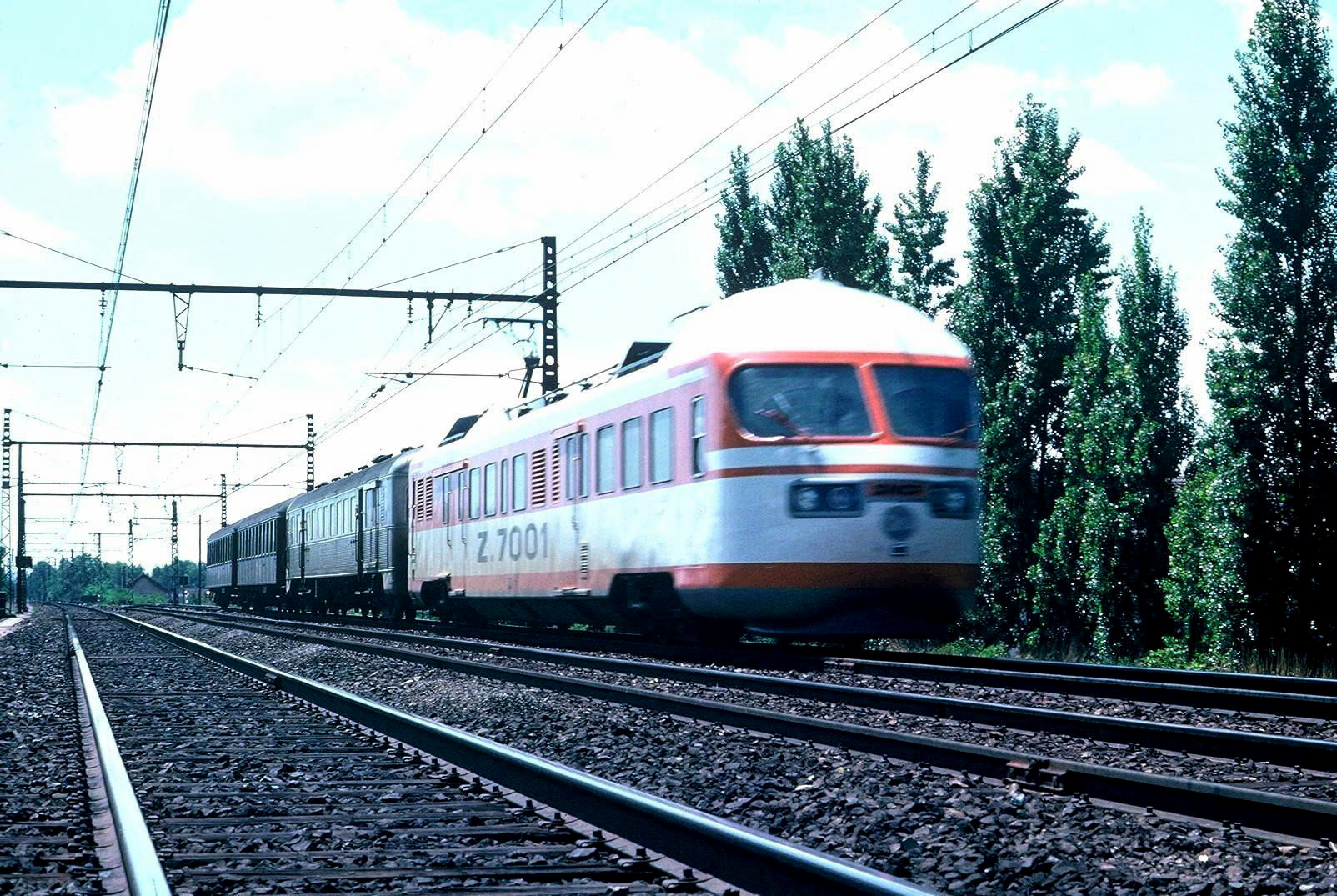
„Zébulon“ vor Reisezugwagen in Beaune (1975)

Nach einem Unfall wurde der Triebwagen Z 7115 1973 als Testfahrzeug für verschiedene Komponenten der projektierten TGV-Hochgeschwindigkeitszüge umgebaut. Dabei diente vor allem für die Erprobung von hochgeschwindigkeitstauglichen Dachstromabnehmern und erreichte eine Spitzengeschwindigkeit von 309 km/h.
Das in Z 7001 umbezeichnete Fahrzeug lief zudem mehr als ein Jahr lang vor drei mit je 60 t zusätzlich belasteten Reisezugwagen nachts mit 160 km/h zwischen Dijon und Lyon. Dabei erreichte es eine Laufleistung von mehr als 100.000 Kilometer. 1981 wurde es mangels weiterer Verwendbarkeit ausgemustert.